# Korean Journal of Physiology & Pharmacology
Das Korean Journal of Physiology & Pharmacology, abgekürzt Korean J. Physiol. Pharmacol., ist eine wissenschaftliche Fachzeitschrift, die von den koreanischen Fachgesellschaften für Pharmakologie und Physiologie veröffentlicht wird. Die Zeitschrift entstand 1997 durch eine Fusion des Korean Journal of Pharmacology (gegr. 1965) mit dem Korean Journal of Physiology (gegr. 1967). Sie erscheint mit sechs Ausgaben im Jahr. Es werden Arbeiten aus den Bereichen Pharmakologie und Physiologie veröffentlicht.
Der Impact Factor lag im Jahr 2014 bei 1,378. Nach der Statistik des ISI Web of Knowledge wird das Journal mit diesem Impact Factor in der Kategorie Pharmakologie und Pharmazie an 186. Stelle von 254 Zeitschriften und in der Kategorie Physiologie an 68. Stelle von 83 Zeitschriften geführt.